# أحمد حسن ديريا
أحمد حسن ديريا (13 يوليو 1937 - 13 مارس 2005) سياسي ودبلوماسي تنزاني صومالي. ولد في راحة ليو في زنجبار، وتلقى تعليمه في المدارس الابتدائية والثانوية المحلية. بدأ العمل في الخدمة الحكومية عام 1954، ودرس لمدة ثلاث سنوات في كلية الفلسفة في غانا.
بعد ثورة زنجبار عام 1964 تم تعيينه مفوضًا لمنطقة بيمبا. ظل في هذا المنصب حتى عام 1965 عندما انضم إلى السلك الدبلوماسي التنزاني.
كان سفيرا في الكونغو 1970-1972، والمفوض السامي في نيودلهي الهند 1971-1978، والسفير في اليابان في الفترة 1979-1984. والسفير في ألمانيا عام 1984.
بعد عمله بالخارجية عاد إلى تنزانيا ليصبح عضوًا في البرلمان وتقلد مناصب مختلفة كوزير.
في عام 1989 انضم إلى مجلس الوزراء التنزاني، حيث عمل وزيرا للإعلام والبث من 1989 إلى 1994، ووزيرا للخارجية من 1990 إلى 1993. وفي الوقت نفسه انتخب عضوا في البرلمان من راها ليو وخدم في البرلمان حتى وفاته. توفي في مستشفى بألمانيا.